# Rotala occultiflora
Rotala occultiflora är en fackelblomsväxtart som beskrevs av Emil Bernhard Koehne. Rotala occultiflora ingår i släktet Rotala och familjen fackelblomsväxter. Inga underarter finns listade i Catalogue of Life.